# Zračnoprevozne enote
Zračnoprevozne enote (angleško Airborne units; tudi letalskodesantne enote) so pehotne enote, ki za transport in bojevanje uporabljajo jadralna letala in/ali helikopterje. Sodobne zračnoprevozne enote uporabljajo tako taktična transportna letala kot helikopterje ter so tako mešanica padalskih in zračnodesantnih enot.

## Zgodovina
Zračnoprevozne enote so se razvile istočasno kot padalske enote. Toda zaradi napredka v vojaški tehnologiji so opustili jadralna letala in jih zamenjali z helikopterji. Prva uporaba teh enot je bila med vietnamsko vojno; sodobne zračnoprevozne enote uporabljajo tudi transportne vojaške helikopterje in jurišne helikopterje (tu pa nastane problem zaradi poimenovanja).

## Seznam
- seznam zračnoprevoznih enot